# Ana's Song (Open Fire)
"Ana's Song (Open Fire)" é uma canção da banda australiana Silverchair, que mostra o auge do sucesso da banda e do transtorno alimentar pelo qual passava seu compositor, Daniel Johns, na época. Ana é o apelido dado à anorexia nervosa por pessoas afetadas por ela.

## Precedentes
Daniel começou a sofrer de anorexia logo depois o lançamento do álbum Freak Show, em 1997. Segundo ele, a causa da doença foi o sucesso repentino da banda, quando "tudo parecia fora de controle". Quando questionado sobre os piores estágios da doença, ele declarou: "Eu não ia a restaurantes porque pensava que todos os cozinheiros queriam me envenenar. A comida era simplesmente o inimigo. Eu odiava olhar pra ela, sentir o cheiro. Se alguém falava sobre comida, eu tinha que sair de perto".
Foi no sofrimento com a doença que Johns compôs a música "Ana's Song (Open Fire)" - Ana é o apelido dado à doença por anoréxicos. "A música não é sobre estar apaixonado pela doença, mas sobre esconder-se atrás dela", explicou o cantor. Ele admitiu ter chegado perto do suicídio diversas vezes em sua batalha com o distúrbio alimentar, nos últimos anos da adolescência. |"Eu só fiquei realmente assustado na segunda ou terceira vez que o médico me disse que eu estava morrendo".
As metáforas contidas na letra são melhor compreendidas através do videoclipe.

## Desempenho nas paradas
| Chart (1999)                          | Melhor posição |
| ------------------------------------- | -------------- |
| Australian Singles Chart              | 14             |
| New Zealand Singles Chart             | 34             |
| UK Singles Chart                      | 45             |
| U.S. Billboard Mainstream Rock Tracks | 28             |
| U.S. Billboard Modern Rock Tracks     | 28             |